# Bílovice
Bílovice (in tedesco Bilowitz) è un comune della Repubblica Ceca facente parte del distretto di Uherské Hradiště, nella regione di Zlín.